# ブルターニュ＝ダルマニャック
ブルターニュ＝ダルマニャック （Bretagne-d'Armagnac、ガスコーニュ語:Bretanha d'Armanhac）は、フランス、オクシタニー地域圏、ジェール県のコミューン。

## 地理
ブルターニュ＝ダルマニャックはガスコーニュに属し、イゾテ川に面している。アルブレ地方に区分される。

## 歴史
ブルターニュ＝ダルマニャックという名称はイングランドにつながりがあり、由来は13世紀にさかのぼる。当時のガスコーニュはイングランド領ギュイエンヌの一部であり、ブルターニュ＝ダルマニャックにはイングランド軍の軍事基地がおかれていた。Bretagneとは現在フランスに属するブルターニュのことではなく、『ブリテン』を意味するbritanniqueを指しているのである。ランド県のコミューン、ブルターニュ＝ド＝マルサンも同じ由来を持っている。
ブルターニュ＝ダルマニャックは13世紀につくられたバスティド（Bastide）、その日付は不明であるヴィルコンブル＝ダルマニャック（Villecomble-d'Armagnac）を持つ。バスティドをその後すぐ支配下に置いたアルマニャック伯は名称を14世紀末に変更した。
町の成長は、隣接する強力なコミューン、オーズとモンレアルによって妨げられた。大きな教会と、開けた広場は実現することのなかった領主の野望を示している。

## 人口統計
| 1962年 | 1968年 | 1975年 | 1982年 | 1990年 | 1999年 | 2006年 | 2011年 |
| ------ | ------ | ------ | ------ | ------ | ------ | ------ | ------ |
| 416    | 388    | 363    | 392    | 345    | 345    | 378    | 413    |

参照元:1999年までEHESS、2004年以降INSEE